# Francesco Bianchini
Francesco Bianchini (Verona, 13 de diciembre de 1662 - Roma, 2 de marzo de 1729) fue un astrónomo e historiador italiano. Como funcionario vaticano, cultivó numerosas actividades científicas (especialmente la astronomía, descubriendo tres cometas) y culturales (como responsable de las antigüedades de los Estados Pontificios, participó en las excavaciones de Pompeya y de Roma). Mantuvo contactos con Leibniz y con Newton. 

## Biografía
Educado con los jesuitas en Bolonia desde 1673 a 1680, entre 1680 y 1684 estudió teología, botánica, matemática, física y astronomía en la Universidad de Padua, donde se apasionó sobre todo por la astronomía, guiado por Geminiano Montanari.
Se trasladó a Roma en 1684 a estudiar derecho bajo la protección del cardenal Ottoboni por voluntad de su padre; ocupándose así en alguna ocasión de defender al Estado Pontificio en los conflictos con el Reino de Nápoles y el Imperio.
Conoció a Leibniz en 1689; en aquel año, durante las obras de excavación de un pozo cerca de Torre Annunziata, son descubiertos unos muros con epígrafes que Bianchini atribuyó a la ciudad de Pompeya (de la que se había perdido el rastro). En 1693, tras una segunda serie de nuevas excavaciones, se confirmó esta hipótesis.
Custodio de la Biblioteca Ottoboniana, comenzó la redacción de su Historia Universal, que interrumpe al final del imperio asirio; parece que quiso publicarla para hacer méritos en una oposición a primer guardián de la Biblioteca Vaticana, en la que no tuvo éxito. La muerte de su padre en 1698 le reclamó a Verona; en el largo viaje conoció a Antonio Magliabecchi, Apostolo Zeno y a Antonio Vallisneri, manteniendo después correspondencia con Ludovico Antonio Muratori.

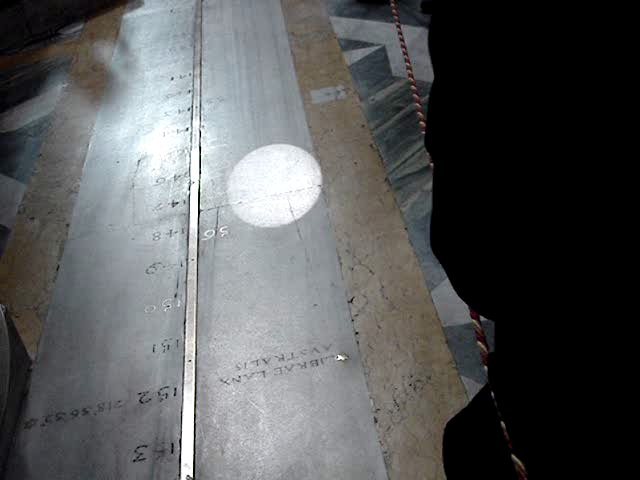
Meridiano de Bianchini en la Santa Maria de los Ángeles y de los Mártires de Roma. Un gnomon proyecta la imagen del sol sobre la línea cada mediodía.

En Roma, un año después, retomó su Historia. Muerto Alejandro VIII, el cardenal Albani fue elegido papa en mayo de 1699 (asumiendo el nombre de Clemente XI), quien le nombra camarero de honor y secretario de la Congregación del Calendario. En 1701 le encarga la creación de una meridiana en la Basílica de Santa María de los Ángeles y los Mártires. La comisión encargada debía verificar la validez de la reforma gregoriana del calendario y determinar con exactitud la fecha de la Pascua, que debía celebrarse el primer domingo después del plenilunio que sigue al equinoccio de primavera.
La meridiana fue inaugurada por Clemente XI el 6 de octubre de 1702: una línea de bronce de 45 metros tendida sobre el pavimento del crucero de la basílica romana de Santa María de los Ángeles y de los Mártires; a la derecha de la línea están representados los signos zodiacales de las constelaciones estivales y otoñales; a la izquierda las constelaciones primaverales e invernales, en los dos extremos están los signos de las constelaciones de Cáncer y de Capricornio. Sobre esta línea el sol proyecta su luz atravesando un agujero "eliottrico" (con una sección adecuada para dejar pasar el sol durante cualquier época del año) de algunos centímetros, situada a una altura de veinte metros en la pared orientada al mediodía del templo.
En 1703 fue nombrado presidente de las antigüedades de Roma. Dirigió las excavaciones de 1705 en el Aventino, con el descubrimiento de un planisfero egipcio del siglo III; años después, las excavaciones sobre el Monte Palatino sacaron a la luz la Domus Flavia y se descubrió el columbario de los esclavos y de los libertos de Livia Drusila sobre la Vía Apia. Estudió el "Atlante Farnesiano", el más antiguo de los globos celestes conocidos, datándolo en el siglo II d. C. Proyectó un museo de antigüedades sacras (que sin embargo no llegó a realizarse).
A finales de 1704 los masones le nombraron, sin consultarle, presidente de la República literaria de Italia. Bianchini reaccionó duramente, rechazando el cargo y rompiendo definitivamente sus relaciones con los masones. Se ha dicho que Bianchini, científico cosmopolita, consideraba expresiones de mezquindad cada manifestación puramente nacionalista. En realidad, más allá de un eminente científico, era un funcionario pontificio que miraba con desconfianza determinadas iniciativas, como la masonería, sospechosas de crear dificultades al Estado Pontificio. Así juzgó negativamente también el  Giornale de' Letterati  y, en su condición de calificador del Santo Oficio, la edición de Bendetto Bacchini del Liber pontificalis de Agnello Ravennate, además de condenar abiertamente como sediciosa la Historia civil del Reino de Nápoles de Pietro Giannone.
En 1705 fue elegido miembro de la Academia de Ciencias de Francia; un año después, por primera vez en Europa, repetirá los experimentos newtonianos de refracción prismática de la luz, notificando al mismo Newton la confirmación de sus experiencias.
En 1712 Bianchini fue encargado de entregar en París el birrete cardenalicio a Armand de Rohan. Visitó también Bélgica, los Países Bajos y, en el 1713, Inglaterra, donde fue nombrado miembro de la Royal Society de Londres, conociendo personalmente a Swift, Halley y sobre todo a Newton.
De nuevo en Roma en 1713, estudio la determinación de una línea meridiana del Tirreno al Adriático (los resultados fueron presentados después su muerte y se demostraron poco exactos). Estudió el planeta Venus durante sus últimos años, creyendo descubrir una serie de manchas y estableciendo su período de rotación en 240,33 días. En 1727 dibujó el primer plano de Venus: en el Museo de la Specola de Bolonia está conservado su globo del planeta.
Descubrió tres cometas: el primero en 1684 (C/1684 N1), el segundo en 1702 (C/1702 H1) a la vez que Philippe de La Hire, y el tercero en 1723 (C/1723 T1).
Benedicto XIII le nombró en 1725 historiógrafo del sínodo romano y prefecto del archivo liberiano. En 1729 imprimió tres volúmenes del Liber pontificalis, mientras que el cuarto y último fue editado póstumamente en 1737.
Murió de un edema en 1729 y está sepultado en la Basílica de Santa María la Mayor.

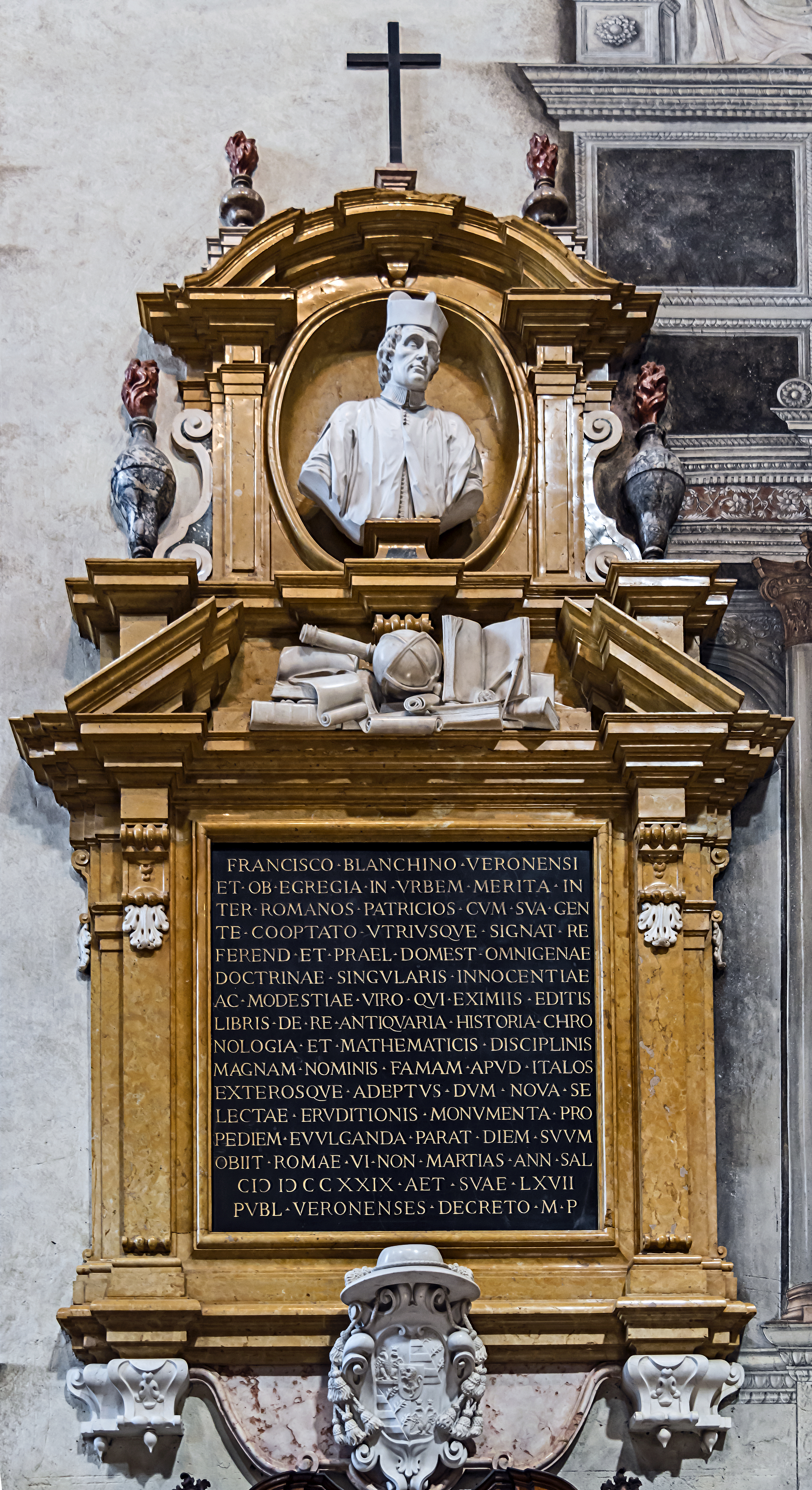
Monumento en la Catedral de Verona

## Realizaciones
Los escritos de Bianchini, en su mayoría inéditos, son unos sesenta, y versan sobre historia, arqueología, botánica, física, matemática y astronomía. Están conservados sobre todo en la Biblioteca Capitular de Verona y en la Biblioteca Vallicelliana de Roma. Consisten en informes de excavación, diarios de viaje, correspondencia con científicos y eruditos, textos de conferencias, observaciones astronómicas, manuscritos de proyectos y dibujos, la "De lápida Antiati epístola" sobre las excavaciones arqueológicas de la antigua Anzio, el tratado sobre el calendario "De Kalendario et Cyclo Caesaris", una disertación sobre la cuestión de la datación de la Pascua, "La Istoria Universal" incompleta, el "Globus Farnesianus", publicado en 1752, "Del Palazzo dei Cesari e la Camera ed inscrizioni sepulcrali de' liberti, servi ed ufficiali della casa d'Augusto", las "Hesperi et phosphori nova phaenomena sive observationes circa planetam Veneris", publicadas en 1728, compendio de las observaciones de Venus efectuadas con un telescopio de 21 metros de largo con el descubrimiento de la inclinación del plano de su órbita, y las "Astronomicae ac geographicae observationes selectae", publicadas en Verona en 1737. Las "Observationes circa fixas" no fueron publicadas hasta 1902.
La "Istoria universal" fue proyectada para narrar, desde la creación del mundo hasta su época, los acontecimientos de la humanidad de todos los continentes, dando un cuadro ordenado y orgánico. Bianchini advierte sobre los defectos de las obras de los cronologistas publicadas en su tiempo: la misma falta de homogeneidad de las obras de los antiguos. Para obtener una obra orgánica reflexiona sobre los hechos, utilizando la lógica.
Bianchini, como es natural, subordina la verdad histórica a la tradición bíblica, pero se preocupa también de encontrar documentos objetivos (no fuentes literarias) de los hechos históricos: fuentes arqueológicas, numismáticas, etnológicas y lingüísticas. Con estos datos ciertos buscaba la historia y la escondida verdad del mito, que según él, es una invención consciente.

## Reconocimientos

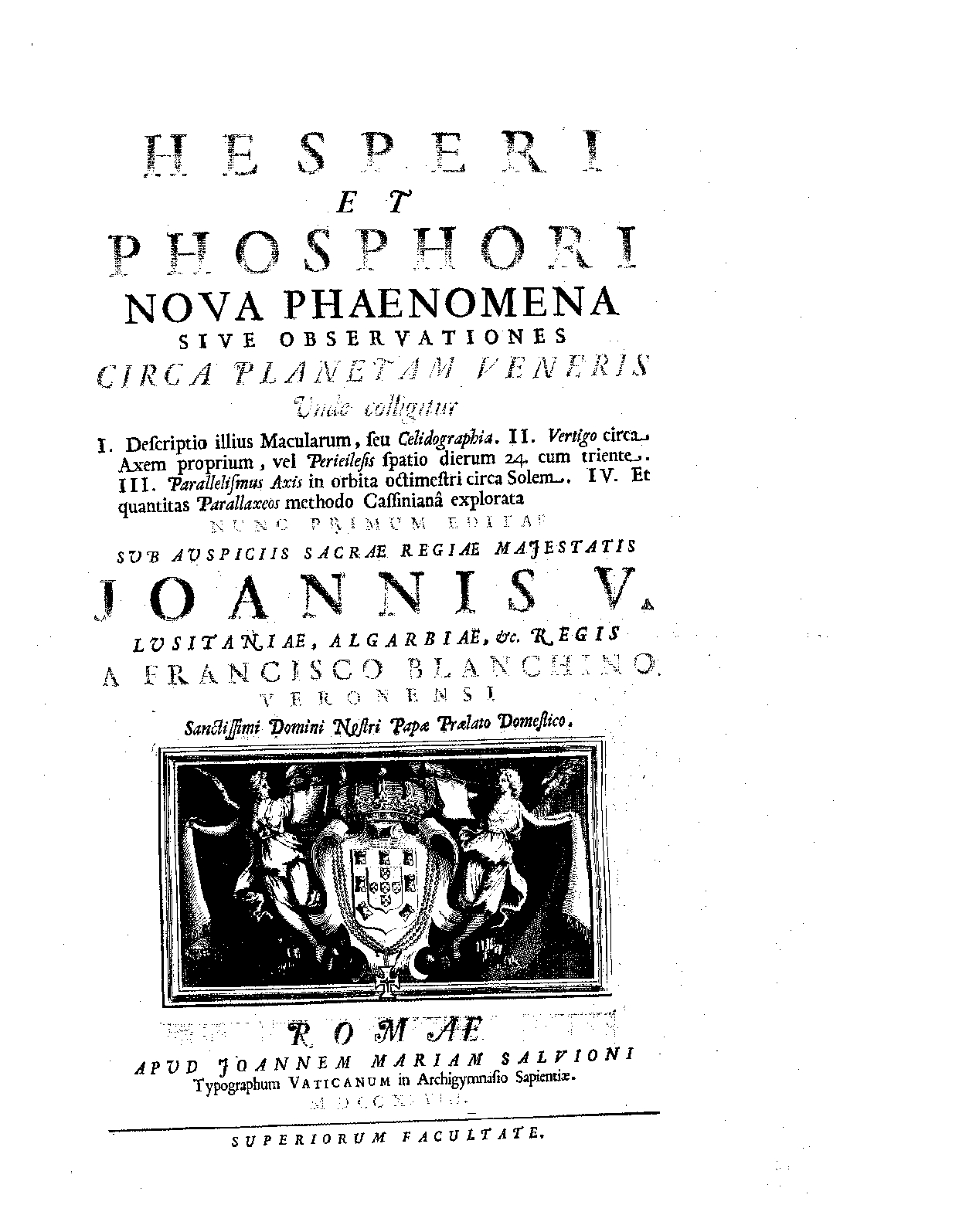
Hesperi et Phosphori nova phaenomena, 1728

- En Verona es conmemorado con un monumento en el Duomo.
- La comunidad científica ha titulado con su nombre:
  - El cráter marciano Bianchini, de 76 km de diámetro.[4]
  - El cráter lunar Bianchini de 38 km de diámetro.[5]
  - El asteroide (42775) Bianchini.[6]